# Nzubechi Grace Nwokocha
Nzubechi Grace Nwokocha (7 aprile 2001) è una velocista nigeriana.

## Biografia
Nel 2019 è stata medaglia di bronzo nei 100 metri piani ai campionati africani under 20 di Abidjan, dove si è anche classificata quarta nei 200 metri piani.
Nel 2021 ha preso parte ai Giochi olimpici di Tokyo, dove ha raggiunto le semifinali dei 100 e 200 metri piani senza però riuscire ad accedere alla finale, così come per la staffetta 4×100 metri, fermatasi ai turni di qualificazione per la finale.

## Progressione

### 100 metri piani
| Stagione | Tempo | Luogo         | Data      | Rank. Mond. |
| -------- | ----- | ------------- | --------- | ----------- |
| 2022     | 11"08 | Bloomington   | 26-5-2022 |             |
| 2021     | 11"00 | Tokyo         | 30-7-2021 |             |
| 2019     | 11"60 | Kaduna        | 25-7-2019 |             |
| 2018     | 11"71 | Port Harcourt | 7-11-2018 |             |

### 200 metri piani
| Stagione | Tempo | Luogo         | Data      | Rank. Mond. |
| -------- | ----- | ------------- | --------- | ----------- |
| 2022     | 22"75 | High Point    | 9-5-2022  |             |
| 2021     | 22"47 | Tokyo         | 2-8-2021  |             |
| 2019     | 24"46 | Ilaro         | 17-3-2019 |             |
| 2018     | 24"12 | Port Harcourt | 8-11-2018 |             |

### 400 metri piani
| Stagione | Tempo | Luogo      | Data      | Rank. Mond. |
| -------- | ----- | ---------- | --------- | ----------- |
| 2022     | 53"22 | Greensboro | 23-4-2022 |             |

## Palmarès
| Anno | Manifestazione          | Sede       | Evento      | Risultato  | Prestazione | Note            |
| ---- | ----------------------- | ---------- | ----------- | ---------- | ----------- | --------------- |
| 2019 | Africani U20            | Abidjan    | 100 m piani | Bronzo     | 11"88       |                 |
| 2019 | Africani U20            | Abidjan    | 200 m piani | 4ª         | 54"57       |                 |
| 2021 | Giochi olimpici         | Tokyo      | 100 m piani | Semifinale | 11"07       |                 |
| 2021 | Giochi olimpici         | Tokyo      | 200 m piani | Semifinale | 22"47       |                 |
| 2021 | Giochi olimpici         | Tokyo      | 4×100 m     | Batteria   | 43"25       |                 |
| 2022 | Mondiali                | Eugene     | 100 m piani | Semifinale | 11"16       |                 |
| 2022 | Mondiali                | Eugene     | 200 m piani | Semifinale | 22"49       |                 |
| 2022 | Mondiali                | Eugene     | 4×100 m     | 4ª         | 42"22       | Record africano |
| 2022 | Giochi del Commonwealth | Birmingham | 100 m piani | 5ª         | 11"18       |                 |
| 2022 | Giochi del Commonwealth | Birmingham | 200 m piani | Batteria   | 25"34       |                 |
| 2022 | Giochi del Commonwealth | Birmingham | 4x100 m     | Oro        | 42"10       | Record africano |

## Campionati nazionali
- 1 volta campionessa nigeriana under 20 dei 100 metri piani (2019)

2019
- Oro ai campionati nigeriani under 20, 100 m piani - 11"79
- Argento ai campionati nigeriani under 20, 200 m piani - 24"46
- Argento ai campionati nigeriani assoluti, 100 m piani - 11"70